# بينغت هولمستروم

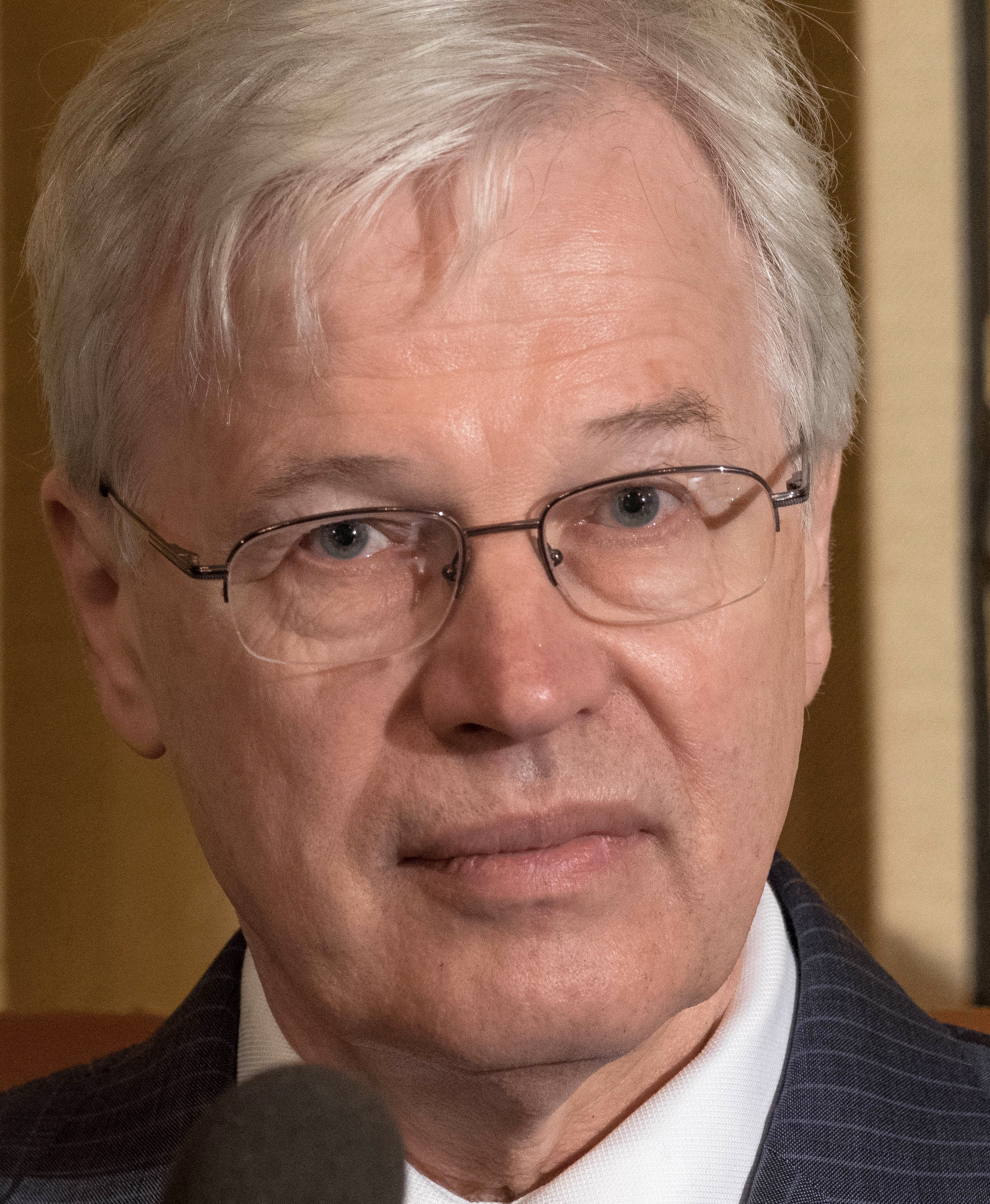
هولمستروم في المؤتمر الصحفي لجائزة نوبل في ستوكهولم ، السويد ، ديسمبر 2016

بينغت هولمستروم (بالفنلندية: Bengt Holmström) ولد في 18 أبريل 1949 في هلسنكي، هو عالم اقتصاد فنلندي. يعمل أستاذا في معهد ماساتشوستس للتكنولوجيا منذ 1994، وعمل قبلها في العديد من الجامعات الأخرى. يعرف لعمله حول نظرية الحوافز وأعماله حول نظرية الشركة. تحصل في 2016 مع أوليفر هارت على جائزة نوبل في العلوم الاقتصادية لمساهمتهم في نظرية العقد.

ينتمي هولمستروم للأقلية الناطقة بالسويدية في فنلندا.

## العمل
عمل هولمستروم كأستاذ جامعي لدى كل من:
- آهلستروم (1972-1974).
- مدرسة هانكين الاقتصاد (1978-1979).
- جامعة نورث وسترن (1979-1983)
- جامعة ييل (1983-1994)
- كلية سلون للإدارة (منذ 1994)
- معهد ماساتشوستس للتكنولوجيا (منذ 1994)

## الجوائز
- 2012: جائزة سنيور العليا في الاقتصاد النقدي والمالي من بنك فرنسا ومدرسة تولوز للاقتصاد.
- 2016: جائزة نوبل في العلوم الاقتصادية مع أوليفر هارت لمساهمتهم في نظرية العقد.

## روابط خارجية
- بينغت هولمستروم على موقع الموسوعة البريطانية (الإنجليزية)
- بينغت هولمستروم على موقع مونزينجر (الألمانية)